# Vigna
```

```

Vigna је род зељастих легуминоза са пантропском дистрибуцијом, а припада породици бобова (лат. Fabaceae). Јако је сличан роду Phaseolus, а једине разлике су у биохемијском саставу и структури полена, те у облику лисних залистака и тучка. Неке врсте из овог рода су у прошлости систематизоване управо као чланови рода Phaseolus. 
Овом роду припада укупно око 120 врста, а цео род је добио име у част италијанског ботаничара Доменика Вигне који је живео и радио у XVII веку. Систематику рода одредио је ботаничар Гаетано Сави 1824. године.

## Опис
Роду Vigna углавном припадају зељасте биљке, а у ређим случајевима и ниски жбунови. Листови су примарно сложени, непарно перасти и троделни. На лисној дршци се углавном налазе по три засебне лиске срцастог компактног облика. Цваст је рацемозна, а цветови жути, плави или љубичасти. 
Плод је махуна у којој се налази издужено семе.
Врсте из овог рода узгајају се у тропским крајевима као поврће, житарице, сточна храна и органско ђубриво. Готово све врсте су пореклом из Азије. У поређењу са другим махунаркама врсте из овог рода у семену не садрже токсичне материје. 
Најраширеније врсте из овог рода су крављи грашак (V. unguiculata), азуки пасуљ (V. angularis), мунго пасуљ црни (V. mungo), мунго златни (V. radiata) и други. 

## Врсте
Према подацима са флористичке базе „The Plant List”, род Vigna'чини укупно 118 врста::
- − адзуки пасуљ
- − црни мунго, урд
- − златни мунго
- − крављи грашак